# Heiligenloher Beeke
Die Heiligenloher Beeke ist ein östlicher, orografisch rechtsseitiger Zufluss der Hunte. Sie gehört zum Flusssystem der Weser.

## Verlauf
Die etwa 13 Kilometer lange Heiligenloher Beeke verläuft ganz auf dem Gebiet der Stadt Twistringen (Landkreis Diepholz, Niedersachsen). Sie durchfließt, aus Richtung Mörsen kommend, nacheinander die Twistringer Ortsteile Heiligenloh und Rüssen in Ost-West-Richtung und mündet westlich an der Stadt- und Kreisgrenze zum Landkreis Vechta in der Nähe der Essemühle in die Hunte.
Das NLWK schreibt dazu:
„Die Heiligenloher Beeke weist von der Quelle des Mörser Grabens bis zum vorletzten Abschnitt vor ihrer Einmündung in die Hunte eine gerade Linienführung auf. Oberhalb von Heiligenloh sind in einem Bruchwald drei Kilometer mit einem Gehölzsaum ausgestattet. Im Bereich des letzten Abschnitts vor der Hunte hat die Heiligenloher Beeke einen gewundenen Verlauf. Dieser letzte Abschnitt entspricht daher der Strukturgüteklasse 3 (mäßig verändert). Auf dem Messtischblatt aus dem Jahre 1978 ist dieser Gewässerabschnitt noch mit mäandrierender Linienführung dargestellt. Danach wurden an mindestens zwei Teilstrecken der Heiligenloher Beeke Begradigungen durchgeführt. Im Unterlauf ist an der Essemühle ein Sohlabsturz von etwa 2,5 m Höhe vorhanden. Die Strukturgüte der etwa 13 Kilometer langen Heiligenloher Beeke wechselt vorwiegend zwischen den Strukturgüteklassen 6 (sehr stark verändert) und 5 (stark verändert).“